# Bodovlje
Bodovlje – wieś w Słowenii, w gminie Škofja Loka. W 2018 roku liczyła 185 mieszkańców.